# Музей історії євреїв Одеси «Мігдаль-Шорашим»
Музей історії євреїв Одеси «Мигдаль-Шорашим» — один з історичних музеїв у місті Одеса, він відображає історію євреїв з початку заснування міста до сучасності.
Музей відкрився 12 листопада 2002 року у приміщенні колишньої комунальної квартири та заснований Міжнародним єврейським центром Мигдаль за адресою: вул. Мала Арнаутська, 46а, в будівлі колишньої синагоги рубачів кошерного м'яса. На той час був першим єврейським музеєм на пострадянському просторі.
Заклад складається з семи експозиційних залів і задуманий як живий комплекс програм що має поступовий розвиток:
- Змінні експозиції
- Виставки
- Конференції
- Екскурсії та навчальні програми
- Дослідницька робота
- Клуб колекціонерів